# Minas Tscheras

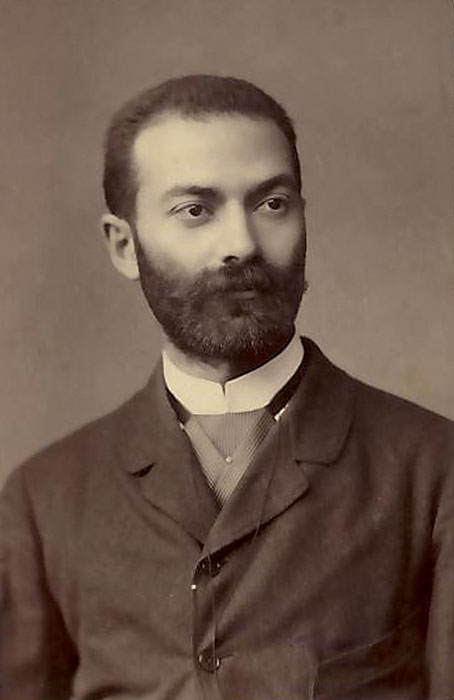
Minas Tscheras

Minas Tscheras (armenisch Մինաս Չերազ Minas Tchéraz; * 25. Juli 1852 in Hasköy in Konstantinopel; † 1929 in Marseille, Frankreich) war ein armenischer Schriftsteller und Lehrer und eine Figur des öffentlichen Lebens. Er war ein Enkel von Kaspar Amira Tscherasian und Bruder von Kaspar Tscheras.
Minas Tscheras erhielt seine Ausbildung an den Nersessian- und Nubar-Schahnasarian-Schulen in Hasköy. Er unterrichtete an verschiedenen armenischen Schulen und wurde Sekretär des Patriarchen Nerses II. Varjapetian. 1878 begleitete er als Übersetzer und Sekretär die armenische Delegation zum Berliner Kongress. Er pflegte auch nach dem Kongress Gespräche mit englischen und russischen Politikern in der armenischen Frage. 1886–89 war er Rektor des armenischen Getronagan-Gymnasiums in Konstantinopel. 1889 floh er aus Konstantinopel nach London, wo er die Zeitung L'Arménie-Armenia herausgab und die armenische Sache propagierte. 1898–1908 lebte er in Paris. Nach dem Sturz des Sultan Abdülhamid II. kehrte er für zwei Jahre nach Konstantinopel zurück. Von 1910 bis 1929 lebte er in Frankreich.

## Werke (Auswahl)
- Schreibversuche, Konstantinopel 1874 (armenische Lyrik, Reden, Kritiken)
- Nouvelles Orientales, Paris 1911 (französische Geschichten)
- Dambaran, New York 1920 (armenische Prosa gemeinsam mit Yeghia Demirdschibaschian)

## Weblink
- Wahan Ischchanjan: A distant nephew remembers Minas Cheraz (armenianow.com, 30. März 2007, englisch [und armenisch], abgerufen am 15. März 2012)

| Personendaten    | Personendaten                                                       |
| ---------------- | ------------------------------------------------------------------- |
| NAME             | Tscheras, Minas                                                     |
| ALTERNATIVNAMEN  | Çeraz, Minas; Cheraz, Minas; Ceraz, Minas; Մինաս, Մինաս (armenisch) |
| KURZBESCHREIBUNG | armenischer Pädagoge und Schriftsteller                             |
| GEBURTSDATUM     | 25. Juli 1852                                                       |
| GEBURTSORT       | Hasköy, Konstantinopel                                              |
| STERBEDATUM      | 1929                                                                |
| STERBEORT        | Marseille                                                           |